# Bahnhof Radom Główny

Der Bahnhof Radom Główny (übersetzt etwa „Radom Hauptbahnhof“) ist der größte Bahnhof der Stadt Radom in Polen. Er ist nach den drei großen Bahnhöfen der Hauptstadt Warschau der wichtigste Bahnhof in der Woiwodschaft Masowien. Das Empfangsgebäude aus dem Jahr 1885 steht unter Denkmalschutz.

## Geschichte
Das Bahnhofsgebäude im klassizistischen Stil wurde 1885 erbaut und 1915 bei russisch-österreichischen Kampfhandlungen teilweise zerstört. Der Architekt war Adolf Schimmelpfennig. Die Wiederherstellung erfolgte im Stil der polnischen Renaissance. Das Bauwerk an der ulica Beliny-Prażmowskiego wurde 1988 unter Schutz gestellt und mit der Nummer 623791 in die polnische Denkmalliste eingetragen.
Zwischen 1989 und 1992 wurde das Bahnhofsgebäude um eine neue barrierefreie Empfangshalle erweitert. In den Jahren 2012–2013 erfolgte eine weitere Renovierung und Modernisierung. Zum Fahrplanwechsel am 12. Dezember 2021 wurde der Bahnhof von Radom in Radom Główny umbenannt.

## Galerie

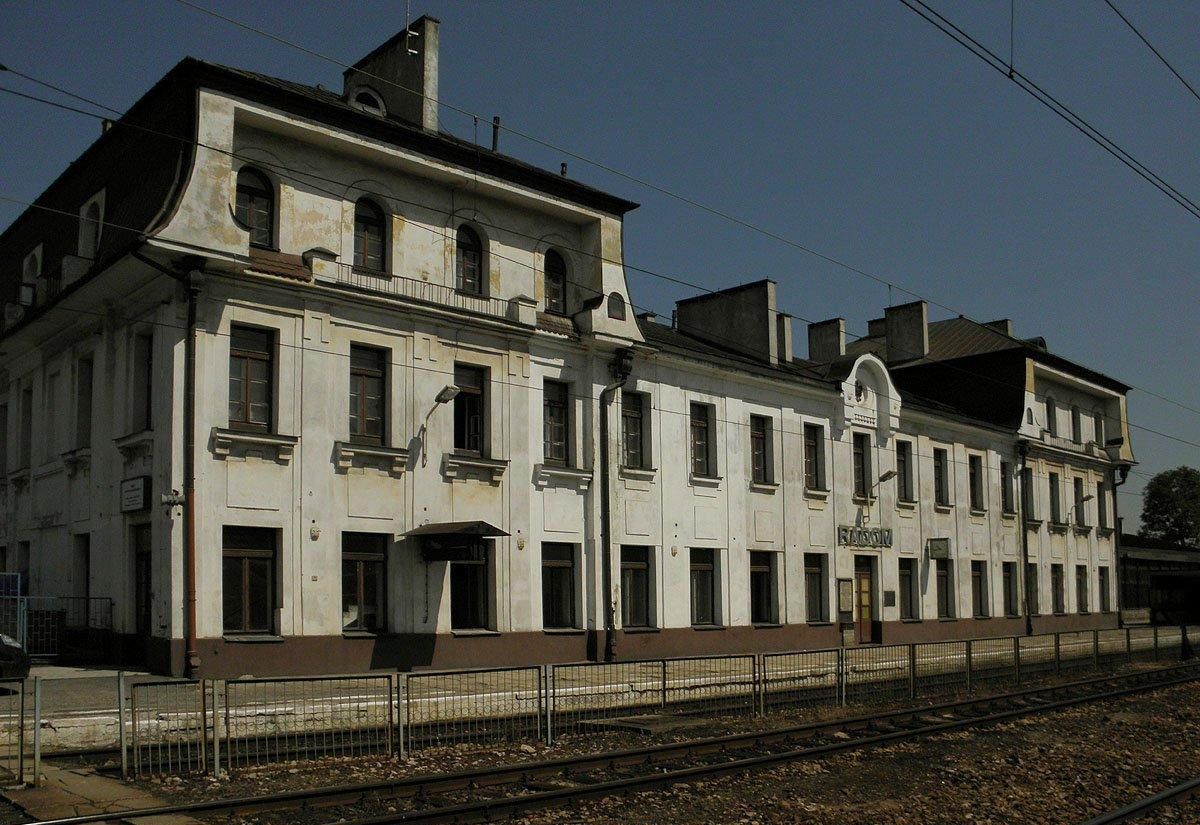
Bahnsteigseite (2011)
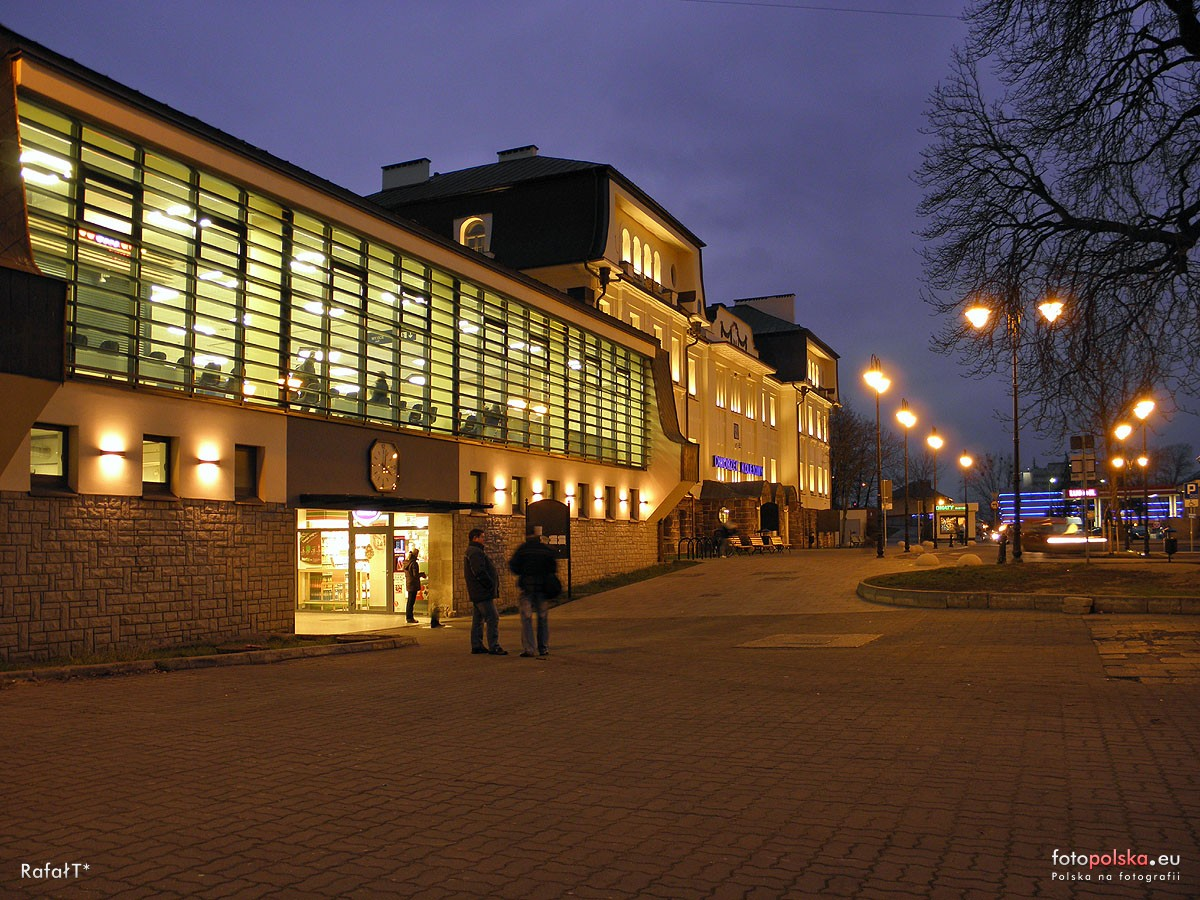
Erweiterungsbau von 1992
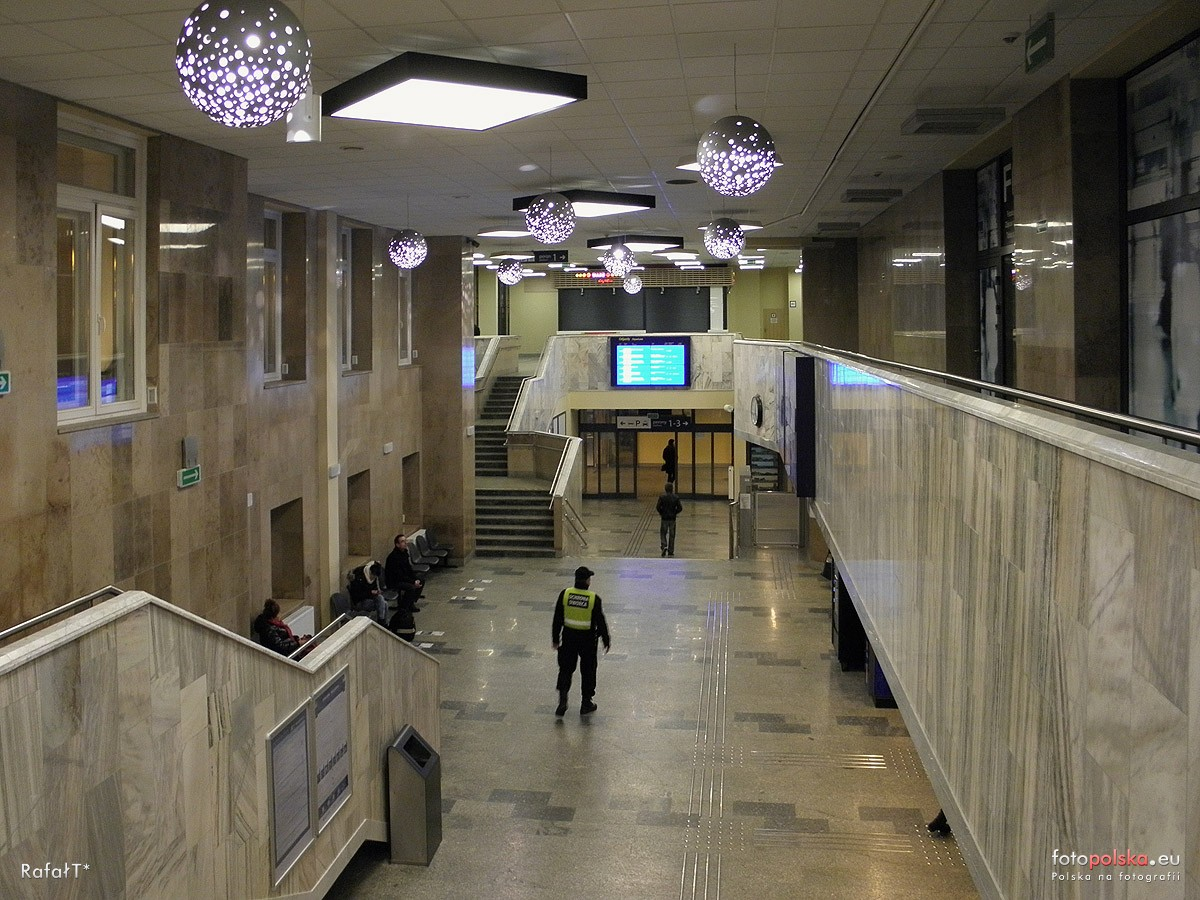
Empfangshalle von 1992 (2014)